# Dipterocarpus concavus
Espèce
Classification phylogénétique
Statut de conservation UICN

 CR A1cd+2cd, B1+2c : 
En danger critique
Le Dipterocarpus concavus est un grand arbre sempervirent de la Péninsule Malaise et de Sumatra, appartenant à la famille des Diptérocarpacées.

## Répartition
Forêts de plaine à diptérocarp de la Péninsule Malaise et de Sumatra.

## Préservation
En danger critique de disparition du fait de la déforestation.